# Creative Adult
Creative Adult es una banda de punk estadounidense del Norte de la Bahía, San Francisco.

## Historia
Creative Adult comenzó en 2012 con el lanzamiento de su primer EP titulado Dead Air a través de su propio "Broke Hatrè Records". Ellos lanzaron su segundo EP titulado "Bulls In The Yard" el año siguiente.
En 2014, la banda lanzó el "Deep End" Sencillo. También en 2014, la banda lanzó su primer álbum de larga duración titulado Psychic Mess a través de Run For Cover, después de haber viajado a Hotel2Tango de Montreal para grabar con Efrim Menuck. el álbum recibió críticas generalmente favorables, citando NME "intensa exploratoria," la naturaleza de la banda.
En 2015 la banda lanzó un EP split 7 "con Self Defense Family, ambas bandas contribuir una canción. También lanzaron un split con la banda Wild Moth, así como el the Ring Around The Room EP.
La banda ha recorrido Estados Unidos con actos de apoyo a bandas como Ceremony, Self Defense Family, Japanther, Makthaverskan, Tony Molina, y Soulside.

## Miembros
- Scott Phillips
- RJ Phillips
- Michael Bingham
- James Rogers
- Michael Fenton
- Anthony Anzaldo

## Discografía

### Álbumes de estudio
- Psychic Mess (2014, Run For Cover)

### EP
- Dead Air (2012, Broke Hatrè)
- Bulls In The Yard (2013, Run For Cover)
- Ring Around The Room (2015, Run For Cover)

### Sencillos
- Northern Exile (2013, Broke Hatrè)
- Deep End (2014, Run For Cover)

### Splits
- Creative Adult/Self Defense Family (2015, Deathwish Inc.)
- Creative Adult/Wild Moth (2015, Broke Hatrè)

- Datos: Q19866485